# Hummel International
Hummel International ou plus simplement Hummel, est un équipementier sportif danois.
L'entreprise est fondée en 1923 à Hambourg en Allemagne et basée à Aarhus au Danemark depuis 1984.
Le logo est un bourdon stylisé sur lequel l'on trouve deux chevrons (Hummel signifie bourdon en allemand).
Elle est spécialisée dans les articles de sport, notamment pour le handball et le football.

## Histoire

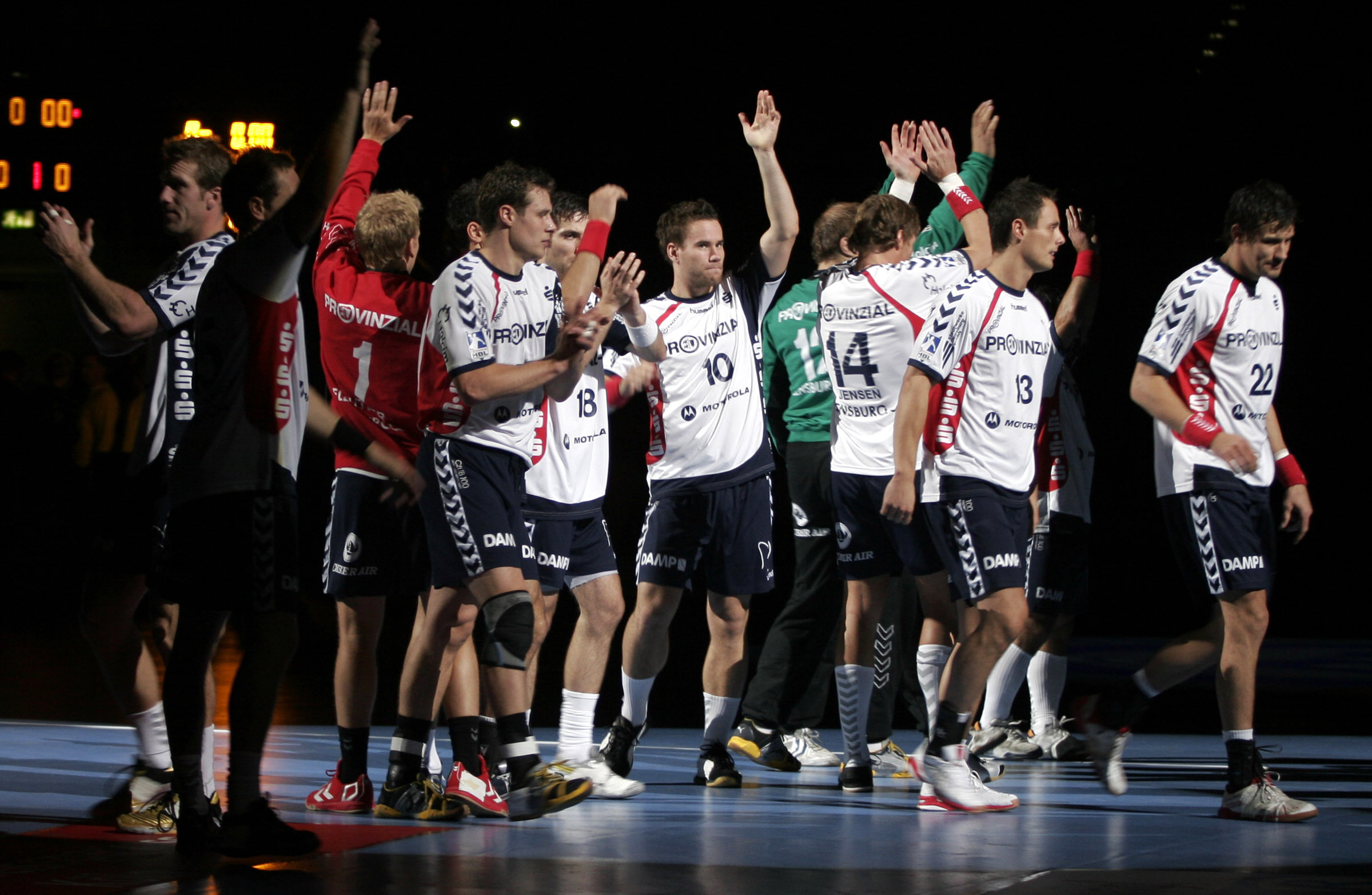
Une équipe de handball avec des tenues Hummel.

En 1923, Albert Messner un cordonnier développe un des premiers crampons de football au monde et fonde avec son frère Ludwig la société Messmer & Co à Hambourg en Allemagne.
En 1984, Jørgen Vodsgaard et Max Nielsen rachètent la marque qui devient alors danoise.
Hummel est une référence dans le handball. La marque équipe de nombreux clubs avec une très bonne qualité dans toute l'Europe dont le Tremblay-en-France Handball, l'US Créteil et le C' Chartres Métropole handball en France.
En football, Hummel équipe les équipes nationales du Danemark et de Lituanie. Elle est également l'équipementier de nombreux clubs dont AS Saint-Étienne, l'US Concarneau, depuis 2023 du Racing CF et de l'US Orléans et depuis 2024 du Valenciennes Football Club
Par ailleurs, Hummel entre dans le rugby français depuis la saison 2022-2023 en devenant l’équipementier officiel du SU Agen, club de Pro D2.

## Équipementier officiel

### Football

#### Sélections nationales
Les équipes nationales ayant Hummel comme équipementier sont :
- Danemark (1923–2004; 2016–2024)[6],[7],[8]
- Lituanie (1999; 2002–2005; 2010–)[9]

Les équipes nationales ayant eu Hummel comme équipementier sont :
- Arménie[10]

#### Clubs
Les équipes ayant Hummel comme équipementier sont :
- Algérie
  -  Entente Sour El Ghozlane
- Allemagne
  -  Hertha 03 Zehlendorf (2009–)[11]
  -  FC Köln (2022–2027)[12]
  -  Wacker Burghausen (2009–)[13]
  -  Werder Brême (2023–)[14]
  -  SC Weiche Flensburg 08[15]
  -  ZFC Meuselwitz (2016–2023)[16],[17]
- Angleterre
  -  Coventry City (2019–2028?)[18],[19]
  -  Everton FC (2020–2024)[20],[21]
  -  Southampton FC (1987–1991; 2021–2026?)[22],[23]
  -  Wycombe Wanderers (2023-2028)[24]
- Argentine
  -  Chacarita Juniors (2019–)[25]
  -  CA Platense (2018–2020; 2022–)[26]
  -  Quilmes AC (2017–)[27]
  -  CA Temperley (2021–)[28]
- Autriche
  -  FC Pinzgau Saalfelden (?–)[29]
  -  SV Ried (2014–)[30],[31]
- Biélorussie
  -  FC Slutsk
- Corée du sud
  -  Gyeongnam FC
  -  Suwon FC
- Danemark
  -  Akademisk BK (min. 2018–)[32]
  -  Aarhus GF (?–?; 2001–2024)[33],[34]
  -  AC Horsens (1978–2027)[35]
  -  Brabrand IF
  -  Brøndby IF (1986–1996; 2012–2027)[36],[37]
  -  Christiania S.C.
  -  Esbjerg fB (2022–)[38]
  -  FC Fredericia
  -  FC Horsens
  -  Greve Fodbold
  -  Jammerbugt FC (min. 2014–)[39],[40]
  -  Kolding IF
  -  Odense BK (2016–2026)[41]
  -  Ringkøbing IF
  -  SønderjyskE (2015–2026)[42]
  -  Vejle Boldklub (1977–2023)[43],[44]
- Écosse
  -  Kilmarnock FC (2020–2026)[45]
- Espagne
  -  Málaga CF (2022–2027)[46],[47]
  -  UD Las Palmas (2012–2014; 2019–)[48]
  -  Pontevedra CF[49]
  -  CE Sabadell (2016–)[50]
  -  Real Betis (1987–1990; 2022–2027)[51],[52]
  -  CD Tenerife (2013–)[53]
  -  UCAM Murcia (2020–)[54],[55]
  -  FC Levante Las Planas
  -  SD Eibar
  -  Celta de Vigo[56]
- États-Unis
  -  Asheville City SC (2022–)[57]
  -  Charleston Battery (2022–)[58]
  -  Chattanooga FC (2020–)[59],[60]
  -  Flower City Union (2022–)[61],[62]
  -  Forward Madison FC (2019–)[63],[64]
  -  Greenville Triumph SC (2021–)[65]
  -  Hartford Athletic (2022–)[66]
  -  Hartford City FC (2017–)[67]
  -  One Knoxville SC (en) (2022–)[68]
  -  Lane United (2017–)[69]
  -  Milwaukee Torrent (2019–)[70]
  -  Maryland Bobcats FC (2021–2025)[71],[72]
  -  Union Omaha (en) (2023–)[73]
  -  PDX FC (2018–)[74]
  -  Philadelphia Fury (inactif?)
- France
  -  US Concarneau (2022/23–)[75]
  -  GPSO 92 Issy (2022/23–2023/24)[76]
  -  Racing CF (2023/24-)[77]
  -  AS Saint-Étienne (2022/23–2026/27)[4]
  -  US Orléans (2023/24–2027/28)[4]
  -  Valenciennes FC (2024/25-)
- Pays de Galles
  -  Newport County (2020–)[78]
- Hongrie
  -  Szolnoki MAV FC
- Irlande du Nord
  -  Crusaders FC (2020–)[79]
- Japon
  -  JEF United Chiba (2022–)[80]
  -  Fukushima United FC (min. 2013–)[81]
  -  Zweigen Kanazawa (2021–)[82]
- Lituanie
  -  Kauno Žalgiris
  -  FK Panevėžys
  -  FK Šilutė
- Norvège
  -  Lyn Fotball (?–)[83]
  -  Odds BK (2018–)[84],[85]
- Oman
  -  Al-Khaburah Club
- Pays-Bas
  -  De Graafschap (1991 1996; 2019–2023)[86],[87]
  -  FC Emmen (?–?; 2019–)[88],[89],[90]
- Pologne
  -  Garbarnia Kraków (min. 2018–)[91],[92]
  -  GKS Katowice (2021–)[93],[94]
  -  Motor Lublin (2022–)[95],[96]
  -  Sandecja Nowy Sącz (2021–)[97],[98]
  -  Zagłębie Sosnowiec (2019–20)[99],[100]
  -  GKS Tychy (2016–)[101],[102]
  -  Polonia Warszawa (2021–)[103],[104]
  -  Górnik Zabrze (2020–)[105],[106]
- Portugal
  -  CD Nacional (2012–)[107]
  -  SC Braga (2019–2023)[108]
  -  SC Vianense
- Qatar
  -  Al Kharaitiyat SC (?)
- Tunisie
  -  CS Sfax (2022–)[109]
- Turquie
  -  Samsunspor[110]
- Ukraine
  -  Volyn Loutsk

Les clubs ayant auparavant eu Hummel comme équipementier sont :

### Handball

#### Équipes nationales
Les équipes nationales masculines ayant Hummel comme équipementier sont[Quand ?] :
- Algérie
- Argentine (2017–)[161]
- Égypte
- Iran
- Lituanie
- Macédoine du Nord
- Monténégro (2019–)[162]
- Norvège (1er juillet 2020 – 31 décembre 2026)[163]
- Serbie

Les équipes nationales ayant auparavant eu Hummel comme équipementier sont :
- Pays-Bas : masculine et féminine (1996 – novembre 2021)[164]
- Roumanie

#### Clubs
Les clubs ayant Hummel comme équipementier sont[Quand ?] :
- Allemagne
  -  HSG Bad Wildungen (en) (2018/19–)[165]
  -  SG BBM Bietigheim (2020/21–)[166]
  -  TV Bittenfeld (Stuttgart) (2022/23–)[167],[168]
  -  HL Buchholz 08-Rosengarten (de) (2017/18–2023)[169],[170],[171],[172]
  -  SV Union Halle-Neustadt (en) (2013/14–)[173]
  -  ASV Hamm-Westfalen
  -  TSV Nord Harrislee (de) (2017/18–)[169],[174]
  -  THW Kiel (2019–2025)[167],[168]
  -  TSV Bayer 04 Leverkusen[169]
  -  TuS Lintfort (de)[169]
  -  SC Magdeburg (2020–2026)[167],[168]
  -  SG Mainz-Bretzenheim (de)[169]
  -  GWD Minden (1964–)[167],[168]
- Croatie
  -  RK Zagreb
  -  RK Zamet
- Danemark
  -  Aalborg Håndbold (2015–2027)[175]
  -  Team Esbjerg (2012–)[176]
  -  SønderjyskE Håndbold[42]
  -  Mors-Thy Håndbold (min. 2016–)[177]
  -  Ringkøbing Håndbold (féminin)
  -  Team Tvis Holstebro (min. 2011–)[178]
  -  Holstebro Håndbold (2020–)[179]
- Espagne
  -  BM Benidorm (2021–)[180],[181]
  -  BM Granollers (2016–)[182]
  -  BM Huesca (2021–2025)[183]
  -  BM Sinfín (min. 2015–)[184]
  -  BM Torrebalonmano (es) (2018–2025)[185],[186]
  -  Rocasa Gran Canaria (BM Remudas) (2014–)[187]
  -  BM Zuazo (en) (2014–)[188]
- France
  -  CA Bègles (2022–)[189]
  -  Billère Handball (2020–)[190]
  -  C' Chartres (2020–)[191]
  -  JS Cherbourg (depuis ~20ans)[192]
  -  US Créteil (2020–)[193]
  -  OGC Nice HB [2020 (2021 officiellement) – 2023][194],[195],[196]
  -  Pontault-Combault HB (2020–2023)[197],[198]
  -  Torcy Handball Marne-la-Vallée[199]
  -  Toulon MVHB (2010–2015; 2021–2024)[200],[201]
  -  Tremblay Handball (2013–2025)[202],[203]
  -  Villeurbanne HA (2021–)[204]
- Hongrie
  -  Balassagyarmati Kábel
  -  Csurgói KK
  -  Fehérvár KC (féminin)
  -  Kecskemét (féminin)
  -  Kisvárdai KC
  -  CYEB Mizse KC
  -  Pénzügyőr SE (féminin)
  -  Vecsés SE-Él Team
- Lituanie
  -  Granitas Kaunas
- Macédoine
  -  RK Vardar Skopje
- Norvège
  -  ØIF Arendal
  -  Flint Tønsberg Håndball AL
  -  Stord HK
  -  Oppsal IF
  -  Nordstrand IF
- Pays-Bas
  -  E&O Emmen (2009–)[205]
  -  HV KRAS/Volendam (2012–)[206]
- Pologne
  -  AZS Politechnika Koszalin
  -  EB Start Elbląg
  -  SPR Chrobry Głogów
- République Tchèque
  -  TJ Náchod
- Roumanie
  -  CSM Slatina
  -  Dunărea Călărași
  -  CSU Suceava
- Slovaquie
  -  ŠKP Bratislava
- Slovénie
  -  RK Gorenje Velenje
  -  RK Krško
- Suède
  -  Eskilstuna Guif (2011–2027)[207]
- Suisse
  -  HC KTV Altdorf
  -  BSV Berne
  -  LK Zug
  -  Basel Regio
- Tunisie
  -  Espérance sportive de Tunis

Les clubs ayant auparavant eu Hummel comme équipementier sont:
- Allemagne
  -  HSC 2000 Coburg (? – 2017/05)[208],[209]
  -  Füchse Berlin (2014/15–2019/20)[169]
  -  HSG Blomberg-Lippe (1992–2019/20)[210]
  -  VfL Gummersbach (2019/20–2021/22)[211]
  -  HSV Hamburg (2016/17–2020/21)[212]
  -  HC Erlangen (2015/16–2017/18)[213]
  -  SC DHfK Leipzig (2013/14 min.–2016/17)[214]
  -  HSG Wetzlar (2012/13–2017/18)[215],[216],[217]
- Belgique
  -  Initia HC Hasselt
- Danemark
  -  Aalborg Håndbold (2015–2027)[175]
  -  Aarhus Håndbold
  -  SK Aarhus (féminin)
- Espagne
  -  CD Bidasoa
  -  AB Gijón Jovellanos
- Hongrie
  -  Veszprém KSE
  -  Balassagyarmati Kábel
  -  Békés-Drén KC
  -  Budaörs (féminin)
  -  Dunaújvárosi KKA (féminin)
  -  Siófok KC (féminin)
  -  K. Szeged SE (féminin)
  -  ARAGO Törökszentmiklósi KE
- Islande
  -  ÍB Vestmannaeyja (2003–2022)[150]
- Norvège
  -  Nøtterøy Håndball
- Pays-Bas
  -  Beekse Fusie Club
- RépubliqueTchèque
  -  HC Zlín
  -  DHK Zora Olomouc
  -  HK Lovosovice
  -  SHC Maloměřice Brno
  -  DHC Sokol Poruba
  -  HC Veselí nad Moravou
  -  Talent MAT Plzeň
  -  TJ Lokomotiva Louny
  -  Tatran Litovel
- Roumanie
  -  Măgura Cisnădie
  -  HC Zalău
  -  CSM Roman
  -  CSM Focșani
- Slovaquie
  -  HC Sporta Hlohovec
- Slovénie
  -  RK Trimo Trebnje
- Suède
  -  IFK Kristianstad
- Suisse
  -  LC Brühl (2013–2020)[218],[219],[220]
- Turquie
  -  Beşiktaş JK

### Rugby
Les équipes ayant Hummel comme équipementier sont[Quand ?] :
- Équipes nationales
  -  Équipe de Grande-Bretagne de rugby à XIII[221]
- Clubs
  -  Wigan Warriors[222]
  -  Wasps[223]
  -  Sporting Union Agen Lot-et-Garonne (2021/22-)
- Autre
  -  Arbitres de la Super League

### Basket-ball
- Aix Maurienne Savoie Basket (2022/23–2024)[224]
- Champagne Basket (2020/21– )[225]
- Élan Béarnais Pau-Lacq-Orthez (2022/23–2025)[226]
- Toulouse Métropole Basket (2022/23–2025)

### Volley-ball
- Arago de Sète (2021/22–2023/24)[227]
- Mende Volley Lozère (2021/22–)[228]
- Neptunes de Nantes Volley-ball (2021/22–)[229]

### Esports
Les équipes ayant Hummel comme équipementier sont[Quand ?] :
- Astralis[230]
- Future FC[230]
- Origen[230]
- Tricked Esport
- Vitality